# Kennedy McArthur
Kenneth McArthur (Sudáfrica, 10 de febrero de 1881-13 de junio de 1960) fue un atleta sudafricano, especialista en la prueba de maratón en la que llegó a ser campeón olímpico en 1912.

## Carrera deportiva
La carrera deportiva de McArthur se inició una vez de unirse a la Policía de Johannesburgo en 1906, donde inició sus entrenamientos en atletismo a nivel profesional. Estando allí ganó los campeonatos de Transvaal de media y una milla, el campeonato de pista de cinco millas y también dos campeonatos nacionales de campo traviesa. A nivel internacional, en los JJ. OO. de Estocolmo 1912 ganó la medalla de oro en la carrera de maratón, recorriendo los 42.2 km (normalmente es 42,195 km) en un tiempo de 2:36:54 segundos que fue récord olímpico, llegando a meta por delante de su compatriota Christian Gitsham y del estadounidense Gaston Strobino (bronce con 2:38:42 s).